# Canteu, esperits, canteu
Canteu, esperits, canteu (en anglès original Sing, Unburied, Sing) és la tercera novel·la de l'autora estatunidenca Jesmyn Ward.
Va ser publicada originalment en anglès el 2017 per l'editorial Charles Scribner's Sons. A Catalunya la novel·la ser traduïda i publicada el 2018 de la mà d'Edicions del Periscopi.
El llibre va ser aclamat per la crítica des del moment de la seva publicació i va ser guardonat, entre d'altres amb el National Book Award, que va fer que Ward esdevingués la primera dona en assolir dos cops aquest reconeixement. El diari The New York Times va declarar la novel·la com un dels millors llibres del 2017.
La trama segueix la vida d'una família afroestatunidenca des de la perspectiva d'en Jojo, un noi que tot just ha fet els 13 anys, i la Leonie, la seva mare disfuncional. Tota l'acció s'emmarca en l'estat de Mississipi, concretament al poble fictici de Bois Sauvage, inspirat en el lloc de DeLisle, pertanyent al comtat de Harrison. El racisme, l'opresió sistèmica i la pobresa formen part de les temàtiques principals de la novel·la.

## Personatges
- Joseph "Jojo": és un dels personatges principals i un dels tres narradors. Va rebre el nom del seu avi patern. És fill d'en Michael, un home blanc, i la Leonie, una dona negra. La història comença el dia del seu tretzè aniversari a la casa dels seus avis materns. Al llarg del llibre Jojo actua com una figura paternal cap a la seva germana Kayla perquè la seva mare no està gaire present. A causa de la mala relació d'en Jojo amb la seva mare, aquest desenvolupa un vincle profund amb el seu avi negre, que és la figura paternal de referència pel jove mentre el seu pare es troba a la presó. A mida que avaça la trama, en Jojo té la possibilitat de comunicar-se amb diversos esperits alhora que els ajuda a viatjar al més enllà.
- Leonie Stone: és la filla d'en River i la Philomène i alhora la mare d'en Jojo i la Kayla. És la segona dels tres narradors de la història. La Leonie es va quedar embarassada al disset anys i no està gens clar si volia ser mare. Aquest trauma de la seva joventut va portar-la a afrontar la situació a través de les drogues. En els moments d'eufòria durant el consum de drogues, té l'habilitat de veure el seu germà mort Given. La Leonie està consumida pel seu amor per en Michael, el que fa que no dediqui atenció i cures cap als seus fills. La parella tenia plans per anar a viure a Califòrnia que es van veure interrompunts pel naixement d'en Jojo i que van crear una divisió entre els dos. Així mateix, també està gelosa de la relació entre els dos germans perquè li recorda al germà que va perdre massa aviat i també perquè li recorda els seus errors com a mare, solventats pel rol paternal d'en Jojo.
- River (Pa) Stone: és l'avi matern d'en Jojo i la Kayla i el pare de Leonie i Given. És la principal figura paterna a la vida d'en Jojo i el model en què l'adolescent es reflecteix. Se'l descriu com a capaç i digne. En Pa va passar algun temps a la presó de Parchman quan era molt jove i allà va desenvolupar relacions de cura amb un altre intern, en Richie. L'avi comparteix alguns fragments de la seva història amb en Jojo, especialment sobre en Richie i l'estada a la presó.
- Philomène (Ma) Stone: és l'àvia materna d'en Jojo i la Kayla i la mare d'en Given i la Leonie. Ve d'una llarga nissaga de dones que podien curar i comunicar-se amb els morts. Aquest do no va ser transmés a la seva filla, però sí als seus nets. La Ma és qui té cura dels seus nets quan s'adona que la Leonie no està tenint cura dels seus fills. Al principi de la novel·la es desvetlla que la Ma pateix un càncer i que està enllitada a causa de la quimioteràpia. Aquesta situació força la Leonie a ocupar el lloc de figura materna.
- Michael Ladner: és la parella de la Leonie i el pare d'en Jojo i la Kayla. És un home blanc que ve d'una família racista que no accepta la seva relació amb una dona negra o els seus fills. En Michael, però, no és racista. Al començament de la novel·la està tancat a la presó estatal de Mississipi, també coneguda com Parchman Farm, per un crim de tràfic de drogues. Més endavant es reuneix amb la seva família quan el recullen. Com la Leonie, en Michael és un pare absent que lluita amb un problema d'adicció a les drogues. Abans de ser empresonat, en Michael havia treballat a les plataformes petrolieres de Deepwater Horizon. Va sobreviure a una explosió, però l'experiència de veure onze dels seus companys morts van causar-li un gran impacte i malsons.
- Michaela (Kayla): és la germana petita d'en Jojo, de tres anys. Va rebre el nom pel seu pare, en Michael. Es relaciona amb en Jojo com si aquest fos la seva figura paterna i se l'estima més a ell que a la seva mare. Com el seu germà, la Kayla també té l'habilitat de veure fantasmes. La Kayla és un símbol del futur que serveix per tancar la novel·la amb una nota optimista.[8]
- Given Stone: és el germà de la Leonie i el fill d0en River i la Philomène. Va ser assassinat pel cosí d'en Michael un dia que van anar de cacera. En Given era un bon jugador de futbol americà i tenia una carrera prometedora pel davant. La Leonie veu el seu fantasma quan consumeix drogues.
- Richie: és un conegut d'en River quan tots dos comparteixen estada a la presó de Mississipi. Va ser empresonat amb dotze anys per robar menjar per alimentar els seus nou germans. En Richie va intentar escapar amb un company anomenat Blue, que va ser escorxat viu durant l'intent. En River va matar en Richie per salvar-lo del patiment. El seu fantasma segueix en Jojo fins en Pa desde la presó. És el tercer narrador de la història i mostra els seus problemes per entendre i acceptar que és mort.
- Big Joseph Ladner: és el pare d'en Michael. És un home blanc i racista que no accepta la relació del seu fill amb la Leonie.
- Maggie Ladner: és la mare d'en Michael. Acull la família d'en Michael, però no és capaç d'enfrontar-se al seu marit.
- Misty: És l'amiga de la Leonie que l'acompanya a buscar en Michael. Es relacionen a través de la seva adicció a les drogues i pel fet de viure amb parelles interracials.
- Al: és l'advocat d'en Michael i també un drogadicte.

## Temes
Canteu, esperits, canteu és la primera de les novel·les de Ward en introduir elements sobrenaturals. En Richie és el vincle fantasmagòric entre el passat i el present. La Ma projecta la seva espiritualitat a través de pràctiques com ara la religió híbrida entre el cristianisme i les creences de la diàspora africana, com ara la verge Maria o l'orisha Mami Wata. En Pa, en canvi, ho fa d'una manera més panteista i dedicada a l'equilibri entre la vida i la mort, manifestat a través dels amulets gris-gris.

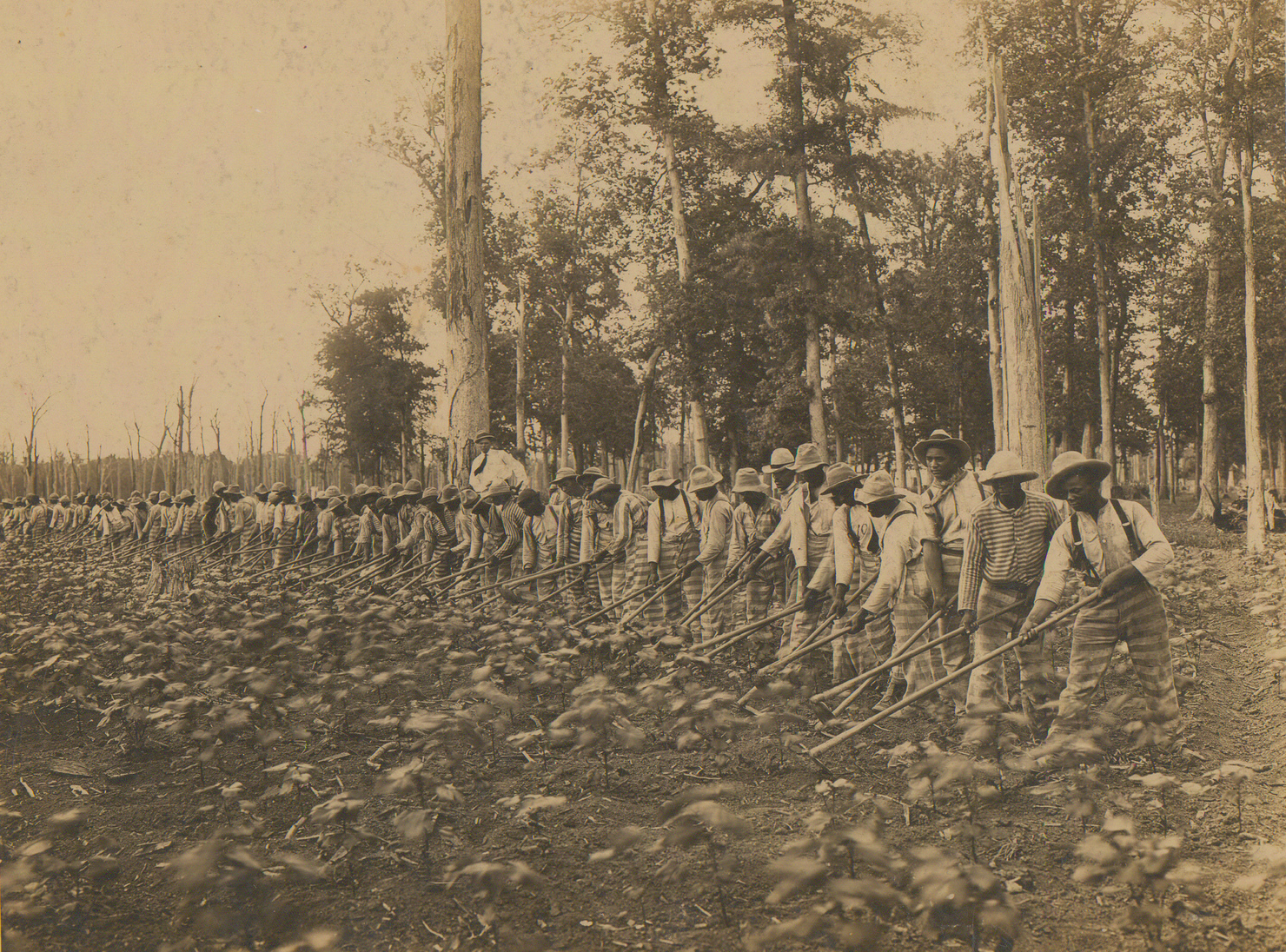
Presoners afroamericans treballant a la presó de Parchman, 1911

La novel·la és un exemple de la realitat estatunidenca després de l'abolició de l'esclavatge de persones negres. Les cançons i les històries transmesses de manera oral representen un element de resistència i creixement. Quan la Kayla li canta als esperits del passat per calmar-los, està representant l'esperança del futur. Aquest tema també es representa a través de l'estada dels detinguts negres a la presó de Mississipi i de la seva feina als camps de cotó, que és una plantació convertida en centre penitenciari.

## Recepció
En general el llibre va aconseguir molt bones crítiques. El The Washington Post va comparar la novel·la amb Lincoln in the Bardo de l'escriptor George Saunders i amb Beloved de Toni Morrison, mentre que a la ràdio pública nacional (NPR) van trobar reminiscències de William Faulkner.
Després de la publicació en català de l'obra, diaris com l'Ara, El Periódico o la revista Núvol van lloar l'obra de Ward.
El 2024, The New York Times el va incloure a la seva llista de millors llibres del segle XXI, donant-li la trentena posició.

## Reconeixements
| Any  | Premi                              | Categoria | Resultat  | Cita   |
| ---- | ---------------------------------- | --------- | --------- | ------ |
| 2017 | Goodreads Choice Awards            | Ficció    | Nominació | [ 21 ] |
| 2017 | Kirkus Prize                       | Ficció    | Finalista | [ 22 ] |
| 2017 | National Book Award                | Ficció    | Guanyador | [ 23 ] |
| 2017 | National Book Critics Circle Award | Ficció    | Finalista | [ 24 ] |